# Рожняти (Підкарпатське воєводство)
Рожняти (пол. Rożniaty) — село в Польщі, у гміні Падев-Народова Мелецького повіту Підкарпатського воєводства.
Населення — 386 осіб (2011).
У 1975-1998 роках село належало до Тарнобжезького воєводства.

## Демографія
Демографічна структура станом на 31 березня 2011 року:
|          | Загалом | Допрацездатний вік | Працездатний вік | Постпрацездатний вік |
| -------- | ------- | ------------------ | ---------------- | -------------------- |
| Чоловіки | 188     | 32                 | 132              | 24                   |
| Жінки    | 198     | 37                 | 108              | 53                   |
| Разом    | 386     | 69                 | 240              | 77                   |